# Pescara Circuit

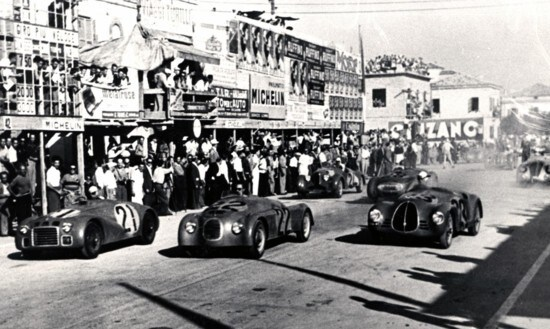
Het Pescara Circuit in 1947

Het Pescara Circuit is een voormalig circuit in Pescara, Italië. Het was een circuit op de openbare weg.
Het circuit had twee lange rechte stukken die door dorpen in de omgeving, en de stad Pescara liepen. Het circuit was vergelijkbaar met de originele Nürburgring en Spa-Francorchamps. Door het heuvelachtige verloop van de baan werd deze door velen als het gevaarlijkste circuit ooit beschouwd.
In 1951 vond voor de eerste maal een Formule 1 race plaats op dit circuit, deze race was geen deel van het kampioenschap. In 1957 vond de eerste en meteen laatste Formule 1 race plaats die wel meetelde voor het kampioenschap.

## Trivia
Het Pescara Circuit was het eerste circuit met een chicane. Deze werd geplaatst voor de start/finishlijn om de snelheid in de pitstraat te reduceren.